# Miguel Cumno
Miguel Cumno (em latim: Michael Chumnus) foi um jurista e canonista greco-romano, um nomofílax e, posteriormente bispo metropolitano de Tessalônica. Ele viveu no século XIII, no tempo de Nicéforo Blemides, patriarca grego ortodoxo de Constantinopla. Ele escreveu diversas obras, algumas delas publicadas na Patrologia Graeca de Migne (vol. CXXXXL).